# Radfernweg Hamburg–Bremen
Der Radfernweg Hamburg–Bremen wurde am 16. April 2005 offiziell eingeweiht. Der Radweg ist Teil der deutschen Pilgerroute (D7), die wiederum Bestandteil der europäischen Pilgerroute (EV3) ist.
Ein Vorläufer dieses Radwegs wurde bereits in den 1980er Jahren eingerichtet. Der Radweg hat eine Länge von rund 150 Kilometern. Er ist durchgängig beschildert. In Bremen hat er Anschluss an den Weser-Radweg, in Hamburg an den Elberadweg. Er kann als Abkürzung für den Nordseeküstenradweg genutzt werden.
Abschnitte der Wegstrecke weisen einen eher schlechten Bodenbelag aus Kopfsteinpflaster oder losem Sand auf, der die Benutzung mit schmal bereiften Fahrrädern erschwert.

## Streckenführung
Der Radweg führt von Hamburg über den Landkreis Harburg (mit den Orten Ehestorf, Sottorf, Ohlenbüttel, Appel, Hollenstedt, Heidenau), den Landkreis Rotenburg (Wümme) (mit den Orten Sittensen, Groß Meckelsen, Heeslingen, Zeven und Nartum) dem Künstlerort Fischerhude (Landkreis Verden) nach Bremen.